# Elwira Seroczyńska
Elwira Teresa Seroczyńska (* 1. Mai 1931 in Vilnius; † 24. Dezember 2004 in London) war eine polnische Eisschnellläuferin.

## Werdegang
Seroczyńska, die für den Sarmata Warszawa startete, siegte fünfmal bei polnischen Meisterschaften im Mehrkampf und insgesamt 17-mal über 500 m, 1000 m, 1500 m, 3000 m, 5000 m sowie mit der Staffel. Bei der Mehrkampfweltmeisterschaft 1957 in Imatra wurde sie Elfte und bei der Mehrkampfweltmeisterschaft 1959 in Jekaterinburg Zehnte im Mini-Vierkampf. In der Saison 1959/60 lief sie bei der Mehrkampfweltmeisterschaft 1960 in Östersund auf den 11. Platz im Mini-Vierkampf und holte bei den Olympischen Winterspielen 1960 in Squaw Valley die Silbermedaille über 1500 m. Zudem belegte sie dort den siebten Platz über 3000 m und den sechsten Rang über 500 m. In den folgenden Jahren kam sie bei der Mehrkampfweltmeisterschaft 1961 in Tønsberg auf den 14. Platz und bei der Mehrkampfweltmeisterschaft 1962 in Imatra auf den neunten Rang im Mini-Mehrkampf. Bei den Olympischen Winterspielen 1964 in Innsbruck belegte sie den 26. Platz über 1500 m, den 22. Rang über 1000 m und den 16. Platz über 500 m. Nach den Olympischen Winterspielen beendete sie ihre Karriere und trainierte von 1971 bis 1976 die polnische Eisschnelllaufnationalmannschaft. Später war sie als Trainerin für den Polnischen Badminton-Verband tätig.

## Erfolge

### Olympische Spiele
- 1960 Squaw Valley: 2. Platz 1500 m, 6. Platz 500 m, 7. Platz 3000 m
- 1964 Innsbruck: 16. Platz 500 m, 22. Platz 1000 m, 26. Platz 1500 m

### Mehrkampf-Weltmeisterschaften
- 1957 Imatra: 11. Platz Mini-Mehrkampf
- 1959 Jekaterinburg: 10. Platz Mini-Mehrkampf
- 1960 Östersund: 11. Platz Mini-Mehrkampf
- 1961 Tønsberg: 14. Platz Mini-Mehrkampf
- 1962 Imatra: 9. Platz Mini-Mehrkampf

## Persönliche Bestzeiten
| Disziplin | Zeit         | Datum            | Ort          |
| --------- | ------------ | ---------------- | ------------ |
| 500 m     | 46,80 s      | 20. Februar 1960 | Squaw Valley |
| 1000 m    | 1:38,40 min  | 12. Januar 1964  | Zakopane     |
| 1500 m    | 2:25,70 min  | 21. Februar 1960 | Squaw Valley |
| 3000 m    | 5:27,30 min  | 24. Februar 1960 | Squaw Valley |
| 5000 m    | 10:10,00 min | 22. Januar 1955  | Almaty       |